# Батлер, Уильям
Уильям Эллиотт Батлер (англ. William Elliott Butler) (род. 20 октября 1939 г.) — один из ведущих специалистов в области права России, СССР, постсоветских стран, а также Монголии. Активно занимается вопросами сравнительного правоведения, международного частного и публичного права. Известный книголюб и собиратель экслибрисов. Имеет гражданство США и Великобритании. Женат на Марианн Гаши-Батлер (род. в 1955 г.).

## Образование
В начале 1960-х годов обучался в США, посещая лекции Джона Хэзэрда и Гарольда Бермана, основоположников изучения советского права на Западе.
Обладатель следующих университетских степеней:
- Бакалавр гуманитарных наук (В. А.), Американский университет, 1961 г.
- Магистр гуманитарных наук (М. А.), Школа углубленного изучения международных отношений Университета Джонса Хопкинса (SAIS), 1963 г.
- Доктор права (J.D.), Гарвардская школа права, 1966 г.
- Магистр права (LL.M.), Юридический факультет Академического правового университета при Институте государства и права РАН, 1997 г.
- Доктор философии (Ph.D.), Школа углубленного изучения международных отношений Университета Джонса Хопкинса (SAIS), 1970 г., за диссертацию по теме «Советский Союз и морское право» («Soviet Union and the Law of the Sea»).
- Доктор юридических наук (LL.D.), Лондонский университет, 1979 г.

## Должности
Профессор Школы права Университета штата Пенсильвания и заслуженный профессор Лондонского Университета (с 2005 г.), основатель и директор Института Сравнительного правоведения им. П. Г. Виноградова (1982—2005). Профессор сравнительного правоведения (1976—2005) и декан факультета права (1977-79) в Университетском колледже Лондона. Основатель, декан (1993-98) и профессор международного права и сравнительного правоведения (1994—2004) факультета права Московской высшей школы социальных и экономических наук.

## Научная деятельность и публикации
У. Э. Батлер был приглашенным профессором права Школы права Нью-Йоркского университета (1978 г.), Гарвардской школы права (1986-87 гг.), Университета Вашингтона и Ли (весной 2005 г.), лектором Гаагской академии международного права и — неоднократно — приглашенным ученым Московского государственного университета и Института государства и права Академии наук СССР (в настоящее время — Российской Академии наук).
Является автором, соавтором, редактором и переводчиком более 120 книг по правовым системам СССР, России, стран Балтии и СНГ. Кроме того, опубликовал большое количество статей в ведущих юридических изданиях Великобритании, России и США. Перевёл и издал более 2300 нормативно-правовых актов, принятых в бывшем СССР, странах СНГ и Монголии. Полная библиография работ У. Э. Батлера (до 2005 г. включительно) содержится в книге «International and Comparative Law: А Bibliography» (Wildy, Simmonds & Hill, 2005). Среди основных публикаций:
- Russia and the Law of Nations in Historical Perspective (Wildy, Simmonds & Hill, 2009)
- Russian Law (3d ed., Oxford University Press, 2009)
- International Law and the Russian Legal System, by B. L. Zimnenko (W.E.Butler, ed. & transl., Eleven International Publishing, 2007)
- Spitsbergen: Legal Regime of Adjacent Marine Areas, by A. N. Vylegzhanin and V. K. Zilanov, (W.E.Butler, ed. & transl., Eleven International Publishing, 2007)
- Russian Foreign Relations and Investment Law (Oxford University Press, 2006)
- Russian Public Law: The Foundations of a Rule-of-Law State — Legislation and Documents (Wildy, Simmonds & Hill, 2005).
- Intellectual Property Law in the Russian Federation (4th ed.; London, Simmonds & Hill, 2005)
- Economic Code of Ukraine (London, Wildy, Simmonds & Hill, 2004)
- Criminal Code of the Russian Federation (4th ed.; London, Wildy, Simmonds & Hill, 2004)
- Civil Code of the Russian Federation (Oxford, Oxford University Press, 2003)
- Russian Company and Commercial Legislation (Oxford, Oxford University Press, 2003)
- The Law of Treaties in Russia and the Commonwealth of Independent States, Cambridge University Press, 2002
- Foreign Investment Law in the Commonwealth of Independent States, London: Simmonds & Hill, 2002
- Russian-English Legal Dictionary and Bibliographic Sources for Russian Law in English, New York: Transnational, 2001
- Russian-English Legal Dictionary (Ardsley, Transnational, 2001)
- Foreign Investment Law in the Commonwealth of Independent States (2002)
- The Law of Treaties in Russia and Other Member Countries of the Commonwealth of Independent States (Cambridge University Press, 2002)
- Intellectual Property Law in the Russian Federation (London, Simmonds & Hill, 2002)
- Russian Company Law (London, Simmonds & Hill; Boston/The Hague, Kluwer Law International, 2000)
- Civil Code of the Republic Belarus (London, Simmonds & Hill; Boston/The Hague, Kluwer Law International, 2000)
- Russian Civil Legislation (Boston/The Hague, Kluwer Law International, 1999)
- Civil Code of the Republic Uzbekistan (3d ed.; London, Simmonds & Hill; Boston/The Hague, Kluwer Law International, 1999)
- Tax Code of the Russian Federation (Boston/The Hague, Kluwer Law International, 1999)
- Turkmenistan Civil Code (London, Simmonds & Hill; Boston/The Hague, Kluwer Law International, 1999)
- Tadzhikistan Legal Texts (London, Simmonds & Hill; Boston/The Hague, Kluwer Law International, 1999)
- Uzbekistan Legal Texts (London, Simmonds & Hill; Boston/The Hague, Kluwer Law International, 1999)
- Russian Legal Texts (в соавторстве с Дж. Э. Хендерсон: Boston/The Hague, Kluwer Law International, 1998)
- Russian Legal Bibliography (London, Simmonds & Hill; Boston/The Hague, Kluwer Law International, 1997-)
- Russian Family Law (London, Simmonds & Hill; Boston/The Hague, Kluwer Law International, 1998)
- Civil Code of the Republic Kazakhstan (3d ed; London, Simmonds & Hill, 1997)
- The Corporation and Securities Under Russian and American Law (в соавторстве с Maryann E. Gashi-Butler) (Москва: Зерцало, 1997)
- The History of International Law in Russia, 1647—1917, by V. E. Grabar (W.E.Butler, ed. & transl., Oxford: University Press, 1990)
- Soviet Law, 2d ed., London: Butterworths, 1983; 1988
- The Soviet Legal System (в соавторстве с Дж. Н. Хэзэрдом и П. Б. Мэггзом; Dobbs Ferry, Oceana Publications, 1977; new ed., 1984)

В 2003 г. по заказу Департамента международного развития при Правительстве Великобритании У. Э. Батлер осуществил исследование, которое было опубликовано на русском и английском языках под названием «ВИЧ/СПИД и злоупотребление наркотическими средствами в России: программы снижения вреда и российская правовая система» (London, DFID/IFH, 2003).
В 1995 г. У. Э. Батлер основал ежеквартальный журнал «Sudebnik», который издается совместно Институтом им. П. Г. Виноградова при Университетском Колледже Лондона и Московской Высшей школой социальных и экономических наук. Он является членом редакционных советов основных англоязычных журналов, правовых периодических изданий и альманахов, где печатаются материалы о правовых системах России и других стран СНГ. Среди таких изданий: «Review of Central and East European Law» (Лейден), «Uppsala Yearbook of East European Law» (Швеция), «Parker School Journal of East European Law» (Колумбийский Университет), «Statutes & Decisions» (Нью-Йорк). В 2004 г. Батлер стал главным редактором «Russian Law: Theory and Practice», издаваемого Российской академией юридических наук, а в 2005 г. — внештатным редактором «Journal of Comparative Law». Член редколлегии «Московского журнала международного права».

## Консультирование и юридическая практика
Более тридцати лет консультировал и давал юридические заключения по всем областям российского и советского права в английских и американских судах, трибуналах и международных арбитражных судах, готовил экспертные заключения и отчёты для Канцелярии советника по юридическим вопросам Государственного департамента США, Министерства юстиции США, Министерства здравоохранения и социальных гарантий Соединённого Королевства, Департамента международного развития Соединённого Королевства, для международных организаций, банков, крупных корпораций, промышленных ассоциаций. В частности, в 1989 г. был назначен Специальным советником и Председателем рабочей группы при Комиссии по экономическим реформам Совета Министров СССР и в этом качестве он провел оценку ключевых законопроектов времён перестройки и стал соавтором проекта закона СССР «О залоге», который в мае 1992 г. явился основой законодательства, принятого Верховным Советом Российской Федерации. Впоследствии похожие законы были приняты в Беларуси, Казахстане, Кыргызстане, Туркменистане, Украине и Узбекистане. Та же рабочая группа подготовила Указ Президента Российской Федерации «О доверительной собственности (трасте)», который был подписан 24 декабря 1993 г.
В 1992 г. Уильям Батлер был назначен членом Объединённой рабочей группы Европейской Комиссии по законодательной реформе в Независимых Государствах и консультировал Всемирный Банк по вопросам законодательства России и Казахстана в области энергетики и банковского права. В 1992 г. он также был назначен членом группы, разрабатывающей российский закон о ценных бумагах в тесном сотрудничестве с Институтом законодательства и сравнительного правоведения при Верховном Совете Российской Федерации. С июля 1992 г. по февраль 1993 г. Уильям Батлер работал в качестве Старшего советника по правовым вопросам при Государственном комитете РФ по управлению государственным имуществом, в котором он возглавлял небольшую команду юристов, готовившую проекты российских законов о доверительной собственности, ценных бумагах и инвестиционных фондах, акционерных обществах, полных товариществах, коммандитных товариществах и обществах с ограниченной ответственностью. В июне 1993 г. он был назначен руководителем англо-российской рабочей группы для подготовки соглашения о правовой помощи. В мае 1994 г. он стал советником российской рабочей группы, работающей над законодательством о финансовом лизинге, а в ноябре 1994 г. выступил с лекциями по коммерческому праву в Министерстве юстиции Украины по приглашению Совета Европы. В январе 1995 г. он консультировал Верховный Совет Беларуси по вопросам парламентской процедуры в рамках проекта TACIS и с июля 1995 г. — Узбекистан по вопросам приватизационных инвестиционных фондов. В 1998-99 гг. он являлся Специальным советником при Комиссии национального примирения в Таджикистане от имени ООН, в его обязанности входили консультации по вопросам конституционной реформы. В марте 2000 г. по просьбе Союза юристов г. Москвы он участвовал в качестве эксперта в подготовке обращения Республики Азербайджан с просьбой о принятии в члены Совета Европы. Его задача состояла в проведении независимой оценки хода реализации правовых реформ, он также стал официальным лицом, подписавшим данный отчёт. В декабре 2004 г. он был назначен одним из двух иностранных членов Комитета по реформе корпоративного управления при Министерстве торговли и экономического развития РФ.
Работал внешним консультантом в Cole Corette & Abrutyn (1988-92 гг.) и Clifford Chance (1992-94 гг., партнёром и главой группы СНГ в Лондоне, возглавлял офисы в Алма-Ате и Ташкенте компании White& Case (1994-96 гг.) В 1997—2001 гг. он был соучредителем и старшим партнёром PwC (впоследствии Landwell) CIS International Law Firm в Москве, а в 2002 стал соучредителем Phoenix Law Associates CIS, российской юридической фирмы с офисом в Москве.
С мая 1995 г. является членом Международного коммерческого арбитражного суда при Торгово-Промышленной палате Российской Федерации. Принимал участие в слушании более 20 дел в Москве не только как судья, но и как председатель суда. Он также участвовал международных арбитражных судах в Лондоне и Стокгольме в качестве арбитра и проводил разбирательства ad hoc.
В феврале 2005 г. в рамках судебного разбирательства по иску «Юкоса» к Deutsche Bank и «Газпромнефти» выступил в качестве юридического эксперта в Федеральном суде по банкротствам Южного округа штата Техас, где указал на факт отсутствия договора о взаимном признании юридических решений между Россией и США, что подразумевало отсутствие у российского правительства обязанности выполнять решение американского суда.

## Членство в профессиональных ассоциациях и награды
Член Российской академии естественных наук (с 1992 г.)
Член Национальной академии наук Украины (с 1992 г.)
Иностранный член Национальной академии правовых наук Украины (с 2013 г.)
Член коллегии адвокатов Округа Колумбия (1967 г.) и Верховного Суда США (1970).
В 1991 г. был избран первым иностранным членом Союза юристов г. Москвы, а в 1990 г. почётным членом Советской ассоциации морского права, в 1995 г. Почётным членом Ассоциации юристов делового мира Казахстана. В феврале 2004 г. он был избран членом Союза российских юристов.
В 1996 и 2005 гг. Уильям Батлер был награждён Почётными грамотами Международного союза юристов (СНГ) за вклад в российскую правовую науку, а в июне 2003 г. Российской ассоциацией международного права ему была вручена медаль Г.И. Тункина за вклад в международное право. Награждён почётной грамотой Российской ассоциации морского права (2003), медалью Ивана Фёдорова и Дипломом за вклад в англо-российские культурные связи (2004).

## Увлечения
Собрал обширную коллекцию экслибрисов. Его перу принадлежат книги: Modern Soviet Literary Bookplates (1988); The Golden Era of American Bookplate Design (1986) и Modern English Bookplates (1990), обе в соавторстве с D.J.Butler; Sherlokian Bookplates, 1992; American Bookplates (2000) и целый ряд иных публикаций по книжной тематике. Член-учредитель НП "Национальный союз библиофилов".